# Louis Clarke
Louis Alfred „Pinky” Clarke (ur. 23 listopada 1901 w Statesville w Karolinie Północnej, zm. 24 lutego 1977 w Fishkill w stanie Nowy Jork) – amerykański lekkoatleta sprinter, mistrz olimpijski z 1924 z Paryża.
W 1922 został mistrzem Stanów Zjednoczonych (AAU) juniorów w biegu na 220 jardów. W 1923, jako student Uniwersytetu Johnsa Hopkinsa, został akademickim mistrzem USA (NCAA) w biegu na 100 jardów. W 1924 ustanowił halowy rekord świata na 100 jardów wynikiem 9,8 s. 
Na igrzyskach olimpijskich w 1924 w Paryżu biegł na 2. zmianie sztafety 4 × 100 metrów, która zdobyła złoty medal, w półfinale ustanowiła rekord świata wynikiem 41,0 s, a w finale wyrównała to osiągnięcie (w składzie: Loren Murchison, Louis Clarke, Frank Hussey i Alfred LeConey).